# ラムジー・キャンベルのクトゥルフ神話
イギリスのホラー小説家ラムジー・キャンベルのクトゥルフ神話について解説する。

## 概要
キャンベルは10代でデビューし、初期はクトゥルフ神話の第二世代作家として評価され、後にはホラーの大家となる。
デビュー前はハワード・フィリップス・ラヴクラフト（以下HPL）の模倣作を書いており、作品の舞台としてアメリカのニューイングランドやアーカムを使用していた。これらの原稿をアメリカのアーカムハウスに送りダーレスに才能を見出される。ダーレスからの指導・リライトに際して舞台を故郷イギリスに変えている。
1962年にジョン・ラムジー・キャンベル名義で『ハイ・ストリートの教会』でデビューする。続く1964年にはアーカムハウスから初単行本となる短編集『en:The Inhabitant of the Lake and Less Welcome Tenants』（湖畔の住人）が刊行される。その後は独自のホラーを発表していく。
1985年に短編集『Cold Print』（コールド・プリント）が刊行される。本書には『湖畔の住人』に収録されていた全作品が再録されている。続いて1993年には増補版が刊行されており、増補版は2022年に邦題『グラーキの黙示』分冊1・2巻として刊行されている。
日本には散発的に翻訳されていた。2010年代になってからは翻訳が加速し、ついに2022年に『グラーキの黙示』が刊行されたことで21作品が邦訳されている。
キャンベルは、ブライアン・ラムレイと並んでクトゥルフ神話の代表的な第二世代作家に挙げられる。1980年代以降のクトゥルフ神話TRPGにて体系化された今日のクトゥルフ神話への影響度も高い。
竹岡啓によると『コールド・プリント（グラーキの黙示）』収録の21作品は3つのカテゴリに分けることが可能で、①ダーレスの指導を受けて書かれた②ダーレスの生前に独力で書かれた③ダーレス没後となる。

## キャンベルの創造物
邪神グラーキやダオロス、独自のクリーチャーなどを創造している。またアザトースやシュブ＝ニグラスに姿を与え、ミ＝ゴは姿が変わっているなど、既存の怪物へのアレンジも高め。文献「グラーキの黙示録」は作品群において中核を担う。イギリスを舞台に架空の地名ブリチェスターなどを設置している。
これらの創造物はクトゥルフ神話TRPGにもかなり取り込まれている。
ほか、アメコミ邪神として産まれたムナガラーを、小説側から追認している。

## 1：ハイ・ストリートの教会
『ハイ・ストリートの教会』（ハイ・ストリートのきょうかい、原題：英: The Church in High Street）。ジョン・ラムジー・キャンベルのデビュー作品である。1962年にアーカム・ハウスのオーガスト・ダーレスが編集した単行本『ダーク・マインド、ダーク・ハート』に収録された。
ダーレスは、当時高校生のキャンベルに着目しており、期待の新人の短編を一本、単行本のために採用して、デビューさせた。もともとは『墳墓の群』というタイトルであったが、改題されて、ダーレスが必要と判断した箇所には手が加わっている。そのためキャンベルは、本作を自分とダーレスの合作であると回想している。
キャンベルによるイギリスのヨグ＝ソトース譚であり、別作品『恐怖の橋』で言及のあるテンプヒルの話である。後にアンソロジー『インスマス年代記』に収録されるが、インスマスでも深きものどもの話でもないという変わり種の一編となっている。
教会地下に出現したゼリー状の怪物は、TRPGでは「墓に群れるもの Tomb-Herd」と名付けられている。

### 1あらすじ
妖術伝承を研究しているアルバート・ヤングは、調査のためにテンプヒルに引っ越す。テンプヒルのハイ・ストリートの廃教会では、ヨグ＝ソトースを崇拝する闇の儀式が行われていたことを、隣人のクロウジャーから教わる。テンプヒルとは、「神殿の丘（テンプル・ヒル）」が転訛した地名であるという。見に行ったヤングは、逆に信者たちに見つかる。クロウジャーは邪教徒たちに引き込まれ、ヤングに警告する。ヤングは再び教会に行き、怪異を目撃する。ヤングは身の危険を感じて町を出ようとするも、道がループして教会に戻ってきてしまうという現象に遭遇する。
ロンドンに住むダッドは、職を失い無一文となったことで、数ヶ月前に友人ヤングが秘書を求めていたことを思い出し、テンプヒルに彼を訪ねに行く。さびれたテンプヒルでヤングの家を見つけるも、人の気配はなかった。ダッドが隣人クロウジャーに尋ねると、クロウジャーは「口外しないという誓いを立てていたが、喋らなければならなくなった」と前置きして、ヤングの顛末を語る。曰く、ヤングは外から来たものに襲来われて姿を消し、彼の家は既にやつらのエリアになっていると言う。クロウジャーは、口外した自分の元にもやつらがやって来るだろうと付け加えるが、ダッドには理解できず、逆に彼の正気を疑う。
ダッドはヤングの家に入り、書斎を調べる。クトゥルフ神話についての資料のほか、日記と、ダッドに助けを求める書きかけの手紙が残されていた。ダッドは、ヤングが教会に行って閉じ込められているのではないかと思い、教会に向かう。教会内は、月光なのだろうか「虹色の輝き」があり、夜にもかかわらず懐中電灯は不要であった。ダッドは祭壇で地下へと続く階段を見つけ、降りた先で、緑色に輝く球体や異界の光景を幻視する。続いて「白いゼリー状の13の物体」を目撃して気を失い、目覚めると即地上に逃げ帰る。また地下で車のキーを紛失してしまっていたことで、もはや車も捨て、徒歩で町の外に出ようとする。だが、歩いても歩いても教会に戻ってきてしまい、恐怖に発狂しかけたところで、交通事故に遭う。
ダッドはカムサイドの病院で目を覚ます。テンプヒルを抜けてカムサイドに向かう車に撥ねられたことで、幸運にも呪われた町から連れ出してもらうことができたということを理解する。テンプヒルに残してきた自動車を回収するために人を向かわせるも、車は無くなっており、それどころかダッドを目撃した人物すら見つからなかった。ヤングの家はがらんどうで、クロウジャーも消えており、隣家の主人はずっと空き家であると証言する。周囲の皆はダッドに、幻覚を患っていたのだと説明し、ダッド自身も納得しかける。だがダッドは、テンプヒルのことを思い出すだけで恐怖しながらも、衝動的にあの土地へと引き寄せられていることを自覚する。やがてダッドは失踪し、手記が発見される。

### 1登場人物
- リチャード・ダッド - 語り手。職を求めて、テンプヒルに住むヤングに会いに行く。
- アルバート・ヤング - 妖術譚の研究家。著書を書くためにテンプヒルに移住した。
- ジョン・クロウジャー - ヤングの隣人。邪教団に口止めされている。

### 1収録
- 学研M文庫『インスマス年代記 上』大瀧啓裕訳
- 論創社『漆黒の霊魂』三浦玲子訳
- グ黙1、森瀬繚訳

## 2：城の部屋
城の部屋（しろのへや、原題：英: The Room in the Castle）。1964年に単行本『湖畔の住人』で発表された。青心社のレーベルに収録されているキャンベル唯一の作品である。
主役である蛇にまつわる邪神バイアティスは、ロバート・ブロックの「妖蛆の秘密」にて名前だけ登場していた神格であり、本作にて詳細な設定が追加された。後にリン・カーターが本作での設定を踏まえたうえで『陳列室の恐怖』で設定を追加し、さらに後の作品で設定をアップデートする（リン・カーターの新旧設定には矛盾があるが、とにかく新設定で上書きされた）。
「バークリイの蟇（ひきがえる）」に関するくだりはキャンベルの創作ではなく伝承記録に由来あるものである。
また、キャンベルの他の神々についても、断片的な説明がある。

### 2舞台設定
本作は、グロスタシャー州のセヴァン川付近の、ブリチェスター北西のセヴァン谷（セヴァンフォード）、バークリイ村という架空の村を舞台としている。旧神のシンボルによる魔除け効果の設定も登場する。土地の教会には、プロテスタントに混ざって旧神天使とヒキガエルガーゴイルの彫物が置かれており、クトゥルフ神話が地元信仰に溶け込んでいる。

### 2あらすじ
旧神に封印されたバイアティスは、ブリテン島に侵攻してきたローマ軍によって封印から解かれて以来、「バークリイの蟇（ひきがえる）」の異名で恐れられていたが、18世紀に入り、魔術師ギルバート・モーリイ卿に使役される。この魔物はモーリイ卿から餌として与えられる旅人を食べながら、そのエネルギーで他の邪神達の思念を受け取っていた。その後、モーリイ卿が消息を絶つ。
時は流れて20世紀となり、ある日、語り手であるパリーは友人に頼まれ、ロンドン大英博物館にセヴァン谷の郷土資料を探しに行った際、バイアティスと呼ばれる森の魔物の記述に興味を持ち、詳しく調べてみる。
パリーはバークリイ在住の友人スコットの家に泊まり、セヴァンフォードの古城の位置を聞き出す。スコットは止めるが、パリーは逆にやる気を出し、現地へと赴く。城はほとんど残っていなかったが、地下室への階段が隠されていた。置かれていた「魔除けのシンボルが刻まれた金属塊」を彼が持ち上げたところ、仕掛けが作動し、さらなる地下階段が現れ、人間の胴ほどの太さもある巨大な蛇のような物体が地下から伸びてきたため、恐怖に驚いたパリーは村に逃げ帰る。
パリーは村に戻り、友人に見たものを告げる。さらに、あの怪物を滅ぼさなければならないと決意し、それを聞いたスコットの家政婦はパリーに護り石を授ける。翌日、彼は再び城跡へと赴き、穴倉に燃料を注いで火をつける。唸り声と共に煙が噴き出してきて、幻覚じみたものまで見えたが、とにかく攻撃を済ませたら一目散に逃走した。
その後、パリーは最初に見た蛇のような物体がバイアティスの顔の触手の一本だと考え、獲物を食いすぎた結果地下室の外には出られないほど肥え太り、モーリイ卿が姿を消した今もあの場所にいると結論付けた。

### 2登場人物
- パリー - 語り手。
- スコット - バークリイ村に住む友人。
- ギルバート・モーリイ卿 - 18世紀の黒魔術師。古城に住み、バイアティスを使い魔とした。ある日突然姿を消すが、彼もまたバイアティスに捕食されたと推察される。
- バイアティス - 「バークリイの蟇（ひきがえる）」の異名を持つ邪神で、『妖蛆の秘密』には「蛇を髭のごとくはやす忘却の神」と記されているほか、郷土資料にも記載がある。蛇のように蠢く触手を無数に生やした頭部、蟇のような胴体を持つ。一つの邪眼で標的を捕らえ、食らうことで巨大化する。

### 2収録
- クト9、岩村光博訳
- グ黙1、森瀬繚訳

## 3：恐怖の橋
『恐怖の橋』（きょうふのはし、原題：英: The Horror from the Bridge）。1964年に単行本『湖畔の住人』で発表された。初邦訳は2012年。
翻訳者の尾之上浩司は当作品の前置きにて「ラムジー・キャンベルがそれとなくラヴクラフトの文体や構成を意識して書いている、力作長編である。クトゥルフ神話の材料を縦横無尽に使い、ブリチェスターの街を見舞った大規模な災いを見事に描ききっているので、お楽しみあれ！」と述べている。東雅夫は「キャンベル版『ダニッチの怪』というべき力作中編」と解説している。
舞台はブリチェスター近隣、セヴァーン河の支流、地図に載っていないクロットンの村。本作で言及されたブリチェスター大学は、キャンベル版のミスカトニック大学のような位置づけとされた。キャンベル流に、四大エレメントと星辰に着目した作品でもある。

### 3あらすじ
ジェームズ・フィップス、1800年-
1800年にクロットンに引っ越してきたジェームズ・フィップスは、リヴァーサイド・アレイの川べりの家に住みつく。ジェームズは、クロットンの土地の怪物譚に興味を持っていた。1805年、ジェームズはテンプヒル出身の女性と結婚し、翌1806年に息子ライオネルが生まれる。
1923年、一家が何かを掘っている様子が目撃される。続いて1825年、近隣の刑務所で脱獄事件が発生し、ブリチェスター警察の捜索隊が、クロットンにやって来る。結局逃亡犯は別に捕まったのだが、警官の一人がフィップス家を不審に思い、宅内に強引に踏み込む。地下室に降りてドアを開けると、なんと水脈に繋がっており、警官は水に呑まれて流される。仲間に発見されたとき、彼は水と粘液にずぶ濡れになって意識を失っており、目覚めた後に「怪物のような物を見た」と証言する。
ライオネル・フィップス、1898年-
ジェームズは、クロットンに引っ越してきてからおよそ100年後の1898年に死去する。だが、ストーンサークルの丘では、死んだはずの彼の目撃証言が相次ぐ。ライオネルは、父の残した星図を家の中から見つけることができず、母親が盗んで隠したと疑う。母親は、旧支配者を解放することに反対しつつ、ジェームズの研究は自分にはとても手に負えないから何も知らないと言い訳する。口論を盗み聞いた隣人は、内容を理解はできなかったが、ライオネルと母親が対立したことを知る。結局星図は見つからず、ライオネルは文献を閲覧するために大英博物館に出かけ、「エイボンの書」の星図を書き写して持ち帰る。帰宅後、最後の親子喧嘩が勃発し、母親は家を出る。翌朝、彼女の向かった先の道路で女性の骸骨が発見される。
ライオネルが橋を訪れる回数が増える中、奇妙な事件が多発するようになる。ライオネルは召喚実験を行うが、呪文が不完全であることを理解し、1900年に再び大英博物館を訪れ「ネクロノミコン」を読む。司書のチェスタートンは、ライオネルの行動を不審に思い、リヴァーサイド・アレイで多発している不気味な出来事について調べ始める。そしてライオネルが邪悪な妖術師であることを勘付き、彼の陰謀をくじくために行動を始める。1901年、チェスタートンは大英博物館を辞め、引っ越してブリチェスター大学の司書となる。するとチェスタートン宅にライオネルが訪ねてくるようになり、チェスタートンは相槌を打ちつつ引き出した情報から対策を練る。
それから約30年、表向き大騒ぎになるような事件は起こらなかったものの、陰でブリチェスター大学のスタッフは幾つもの超常現象の対処にあたり異界の恐怖を味わっていた。特に1928年は怪現象が多発した年であり、チェスタートンは、星辰が特定の位置に達する時期が近いことに危機感を覚える。そしてある日、チェスタートンはフィップス家から、ネクロノミコンに掲載されている怪物に酷似したスケッチを手に入れる。彼は対抗手段を講じ、ネクロノミコンの呪文をつぎはぎすることで、ライオネルを葬り邪神を再封印するための新たな呪文を作ろうとする。
1931年の事件
1931年9月2日の夜、3つの出来事が同時に起こる。ライオネルは橋に立ち、地平線から上り始めたフォーマルハウトを見つめながら呪文を唱える。そこへたまたま射撃訓練帰りの若者3人が橋を渡ろうと通りかかる。チェスタートンは離れた場所から阻止の呪文を唱える。3要素が合わさった状況で、橋の封印が解かれ、異形の怪物2匹が現れる。召喚に成功したライオネルは力に溺れ、怪物に若者達を殺すよう命じるが、若者達は持っていたライフルで怪物を攻撃する。怪物はチェスタートンの呪文によって弱体化していたため、銃弾を浴びて倒れる。ライオネルは逆上して若者に飛び掛かろうとするも、彼もまた銃撃を浴び、腐肉と骸骨に変わり崩壊する。さらにチェスタートンの呪文の効果により、橋の封印が再び発動するが、怪物を取り逃がす。
騒ぎを聞きつけた群衆が橋へと押しかけ、チェスタートンも現場に到着する。若者達がチェスタートンに事情を説明する中、倒したと思っていた怪物が起き上がり、若者1人が巻き込まれて死ぬ。チェスタートンは別の若者のライフルを借りて怪物の急所を狙い撃ち射殺する。もう1匹の怪物は屋根の上で姿を隠し、目撃した住人達はパニックに陥り闇雲に散る。若者2人は、殺された友人の仇を取りたいと、チェスタートンに協力を申し出る。
翌朝、チェスタートンと2人の若者はもう1匹の怪物をしとめ、怪物の死体をコンクリートで固め、表面に封印の模様を施す。その後、フィップス家は解体されるが、クロットンの住人は今でも川の近くに住もうとしない。

### 3登場人物
わたし
語り手。全ての事件が終わった後に、クロットンに移住してきた人物ということ以外は詳細不明。チェスタートンの手記を入手し、公開する。
フィリップ・チェスタートン
大英博物館の司書で、のちにブリチェスター大学の司書となる。ライオネル・フィップスの陰謀を阻止すべく奮闘する。
事件の全容をまとめて手記を公刊する準備を進めていたが、死去により中断し、<わたし>が引き継ぐ。
メアリー・アレン
1898年時点での隣家の家主。フィップス家の様子を証言する。
若者3人
工務店に勤務する。1931年9月2日の夜、射撃訓練の帰りに橋を訪れ、ライオネルと怪物に遭遇する。
ジェームズ・フィップス
1800年にクロットンに移住してきた科学者。1805年に素性のわからない女性と結婚し、息子ライオネルをもうける。移住から100年近く後の1898年に死去。
旧支配者を崇拝し、彼らに再び地球を支配させるための祭司を務めていた。
フィップス妻
誰も名前を知らない。テンプヒルの、悪魔崇拝団体の出身らしいことがほのめかされる。とうに死人であり、ジェームズの処置で生き永らえていた。
ライオネル・フィップス
1806年生まれ。父親の知識を継承するが、足りず、大英博物館を訪れて禁断の文献にあたる。両親同様に、何らかの手段で長命を維持していたようである。
1900年ごろに恒星フォーマルハウトとヒアデス星団が直列になり、そこからさらに30年待つというタイムスケールで活動する。1931年9月2日に行動を起こし、橋の怪物の封印を解く。
地下室の門から旧支配者を召喚したら自分も巻き込まれて死んでしまうという事情から、本命の旧支配者を呼び出すまでには至っていたない。まず下級の怪物の封印を解いて、増殖させて地球を覆いつくし、旧支配者が再臨する下地を築こうとする。
怪物
旧神によって川の橋に封印されていた2匹の水棲生物。単為生殖で繁殖する。半ゼラチン状の肉体で攻撃を無効化するが、脳を壊されると即死する。
TRPG資料『マレウス・モンストロルム』では「淵みに棲むもの」と命名され、「上位の奉仕種族」にカテゴリされている。水エレメントの旧支配者に奉仕すること、おそらく深きものどもの血筋だがより巨体で強力であること、などが説明されている。

### 3収録
- 扶桑2「恐怖の橋」尾之上浩司訳
- グ黙1、「橋の恐怖」尾之上浩司訳

### 3関連作品
- ダニッチの怪 - HPL作品。1928年のアメリカ・ダニッチでの出来事。旧支配者ヨグ＝ソトースにまつわる妖術師物語。
- 丘の夜鷹 - ダーレス作品。1928年のダニッチ事件の、前日譚。ヨタカと旧支配者の関連に着目した作品。

## 4：妖虫
『妖虫』（ようちゅう、原題：英: Insects from Shaggai）。1964年に単行本『湖畔の住人』で発表された。
リン・カーターは『シャッガイ』という作品を執筆しており、シャッガイ星が滅び昆虫族が故郷を捨てた経緯が描かれるが、本作とは経緯が異なっている。キャンベルのアザトースについては、『暗黒星の陥穽』（ユゴスの話）や『窖よりの狂気』（トンドの話）でも言及がある。

### 4あらすじ
昆虫族の歴史
緑光の二重太陽の惑星シャッガイで誕生した昆虫族は、都市やアザトートの神殿を建設した。彼らの精神性は頽廃し、他の星から生物を拉致してきて拷問にかける娯楽に興じたり、奇怪な生物を見つけては鑑賞して楽しんだ。しかし、不可解な天体の作用によって、シャッガイ星は滅び去り、神殿の中にいた40人ほどのみが生き残る。神殿は近隣の惑星ザイクロトルへと念力移動し、神殿の昆虫族たちは、他星の植民地から同族を呼び集めて、ザイクロトル星を征服し、先住種族を奴隷化する。およそ200年後、労働力として多数のザイクロトル族を引き連れて、昆虫族は別の星に神殿を移動させることを決める。無人の惑星をサゴンと名付けて入植するも、何者かが彼らを相次いで殺し、危険を感じた昆虫族はサゴンから逃げる。続いて太陽系にたどり着き、ルギハクス（天王星）に新たな神殿を建造する。ルギハクス先住の立方体種族とは棲み分けしていたが、数世紀が過ぎたころ、昆虫族と立方体種族の間で宗教トラブルが勃発する。結果、アザトートの神殿に残ることを選んだ30人ほどの昆虫族は、神殿もろともルギハクスを追放される。
17世紀のとある夜、念力移動で地球のゴーツウッドの森に出現した神殿は、大部分が地下に埋まってしまい、上部の9メートルほどが地上に突き出すという状態となる。地元では隕石が落ちたと噂された。昆虫族は、昼は痴愚神を礼拝し、夜は外出して犠牲者に催眠術をかけて空き地に呼び出す。隕石を崇める魔女たちは、脳内に昆虫族の記憶を流し込んでもらうことで薬物的な快楽にふける。昆虫族は、魔女団を利用することで地球を侵略する計画を立てる。しかし魔女団の存在が明るみに出て潰され、昆虫族の計画は頓挫する。
魔女団が潰れた後も、森に行って発狂した者が現れたり、金属の円錐塔や奇妙な生物の目撃情報が相次ぎ、近隣の者は森に近づこうとしなかった。目撃者の中には、何かを見て恐怖のあまり死んだ者さえもいた。
ロナルド・シア
20世紀のある日、小説家ロナルド・シアは、ブリチェスターの酒場でゴーツウッドの森にまつわる恐怖譚を聞く。話には曖昧な箇所が多く、シアは土地の者たちが恐れているのを馬鹿にして、軽率にも森に入ってみることにする。
日中であるにもかかわらず、霧にかすむ森の中には、何かが潜み徘徊している気配がある。シアは帰りたいと思いつつ、道に迷い、円錐塔にたどり着く。塔の表面には、不気味な彫像が彫刻されていた。5種の種族が彫られており、中でも最も多いのが昆虫の姿をした種族である。頭部が卵そっくりのノッペラボー種族は、昆虫族の奴隷であるらしい。やがて円錐塔の中から昆虫族が出てくる。昆虫族がいなくなったと安堵したところ、シアは自分の体に違和感を覚え、あいつが体内に入ったことを察する。そして昆虫族の記憶が、シアの脳内へと流れ込む。シアは、人間とはあまりにも異質な生物の歴史と記憶を、紙へと書き留める。
寄生者が活動を止めたことで、シアは虫が脳から出て行ったと錯覚し、円錐塔の中へと入ってみることにする。既に敵の思うがままに誘導されているなどとは疑いもしない。塔の中で、痴愚神アザトートの姿を象った偶像を見て、シアは恐怖のあまりに逃げ出す。昆虫族はアザトート解放を目論んでおり、さらに自分の脳内にはまだ虫が宿っている事実に気づく。このまま操られて次の犠牲者を探す肉人形に成り果てるであろう運命を悟ったシアは、自害することを決める。

### 4登場人物・用語
- ロナルド・シア - 語り手。名前はペンネーム。
- 教師 - 宿の逗留客。シアの幻想小説を称賛する。シアに森の恐怖譚を語る。
- サム - 土地の老人。教師と共に、シアに恐怖譚を語る。
- マシュー・ホプキンズ - 17世紀の実在の魔女狩り役人。ゴーツウッドの森の魔女団を皆殺しにした。
- 若者 - 魔女団が潰れた後に、森に行って発狂したと伝わる。昆虫族の術にうまくはまらず、無理やり屈服されそうになり壊れた。
- 金属製の円錐塔 - ゴーツウッドの森にそびえる、高さ9メートルほどの建造物。アザトートの神殿の、頭頂部が地上に突き出たもの。

### 4生物・神
- シャッガイの昆虫族 - 後述。
- ザイクロトル族 - 頭部が卵そっくりのノッペラボー種族。昆虫族の奴隷であり、力は強いが知能は低い。宗教は植物神。昆虫族の言葉で「昼の衛兵たち」という意味の名を持ち、見張り役として森を徘徊している。
- サゴンに棲むもの - 詳細不明。誰にも見られることなく、昆虫族を狙って次々と惨殺してのけた。
- ルギハクスの立方体種族 - 天王星の先住種族であり、金属生命体。ルギハクスとは、彼らの言語での惑星の名前。宗教はルログ神。新たな神アザトートに傾倒する狂信者が現れたことで、両種族間に宗教トラブルが生じた。
- アザトート - 痴愚神。神殿に住まう一体の生命体であり、奇妙なことに同時に全ての神殿に存在している。二枚貝の姿の偶像が登場するが、外宇宙に追放されており現在の姿は不明。昆虫族の最大の目的は、アザトートを完全体で呼び戻すことである。
- 植物神 - ザイクロトル族の神。穴倉に棲まい、定期的に生贄を受け取る。
- ルログ - ルギハクスの神。双頭のこうもり神。年に一度代表者が自傷の儀式を行うことで、引き換えに恵みを与える。二次資料ではナイアーラトテップの化身とされている[10][11]。

### 4シャッガイからの昆虫族
シャン（Shan）という別名を持つ。
シャッガイ星で文明を築いていた種族で、アザトースを崇拝している。故郷を失い、ザイクロトル星、サゴン星を経てルギハクス星（天王星）に移住したが、宗教トラブルの結果、30人程の生存者がアザトースの神殿ごとイギリスのゴーツウッドの森近くに現れた。
昆虫と表現されるが、鱗粉のある半円形の畝のある革のような三角の羽で地球の大気の中でも飛行できる。頭から節のある巻きひげ状の器官が突き出しており、濡れた3つの口を持つ。脚は10本あり、黒光りする毛が生えている。眼は大きく顔は平たい。人間の皮膚や筋肉などを透過して脳に寄生し、夜になると活動し、自身が見てきた精神を崩壊させるような恐ろしい光景を見せたり、ある衝動に駆られるような記憶を植え付けたりする。しかし、その宿主が瀕死になったり発狂したりなどすると、その人物はもう宿主として適してないと判断され、シャンは出ていく。いずれは地球の新たな支配者となろうと企んでいる。

### 4収録
- 真ク9&新ク4「妖虫」山中清子訳
- グ黙1「昆虫族、シャッガイより来たる」森瀬繚訳

## 5：ヴェールを破るもの
邪神ダオロスの話。呪物「夢のクリスタライザー」や怪物も登場する。収録は扶桑1とグ黙1。

## 6：湖畔の住人
邪神グラーキと黙示録の話。短編集の表題となっている。収録は扶桑2とグ黙1。

## 7：異次元通信機
異次元通信機（いじげんつうしんき、原題：英: The Plain of the Sound）。1964年に単行本『湖畔の住人』で発表された。
グラーキの黙示録海賊版9巻が登場する。黙示録は事件後にブリチェスター大学に回収されるが、重要なページが破り取られている。またこの本は、他作品（未訳）によると、大学から失われたようである。

### 7あらすじ
1958年夏、ブリチェスター大学の学生3人は、セヴァンフォードの田舎にある店の話を聞き、興味を抱いて行ってみるも、営業していなかった。バスは午前中しか出ておらず、帰りは歩くしかない。新聞販売店の主人に道を教わるも、3人は迷う。
謎の機械音が聞こえ、音を辿ると赤茶けた石造りの家が見つかる。住人に道が聞けるかもしれないと期待して、3人は中に入る。だが無人で、家具も寝室も埃まみれであった。本棚には「グラーキの黙示録」があり、別の一室には通信機のような妙な機械が設置されていた。トニーが見つけたアーノルド・ハード教授の日記は、1930年12月8日で途切れていた。日記によると、この機械は、音を映像に変換する装置であるという。ハード教授は、異界スグルーオと交信を試み、危険を見越して防御策も準備していたらしい。そして日記の途切れた日に、教授は何かを呼び出したのだ。
興味にかられたレスとフランクが、トニーの静止を振り切って強引に装置を作動させると、スクリーンに異界の生物が映し出される。これはやばいと装置を止めようとするも、トニーが襲われ正気を失う。2人はトニーを閉じ込め、道を探してブリチェスターに戻り、医師と教授たちに知らせる。フランクが隙を見て「黙示録」のページを剥ぎ取って破棄したために、現場を調べた研究者たちは事件を解明できていない。トニーは完全に発狂し、回復の見込みはない。

### 7主な登場人物・用語
- フランク・ナトール - ブリチェスター大学の学生。セヴァンフォード行きを提案した。帰り道をメモする。
- トニー・ロールズ - 同大学生。ゴーツウッド行きにもセヴァンフォード行きに乗り気ではなかった。正気を失う。
- レス（わたし） - 同大学生。ゴーツウッドに行きたかった。方位磁石を持っている。
- アーノルド・ハード教授 - ブリチェスター大学の研究者だが、暴力事件で大学を追われた。「グラーキの黙示録」の海賊版を所有し、第9巻の2057ページにあった設計図から異次元通信機を組み立てた。
- 「グラーキの黙示録」 - 1870年ごろまで存在したグラーキ教団の内部文書。『湖畔の住人』などで言及される。
- 「スグルーオ湾の世界」 - 音から成る世界であり、物質は単なる臭気として知られるのみ。「ネクロノミコン」に記述がある。スグルーオ人たちは、夢を介してハード教授に交信をとってきた。
- 「アラーラ」 - ハード教授が召喚しようとした謎の名前。もとはアーサー・マッケンの『白魔』に登場する謎の固有名詞。キャンベルが本作で取り込んだ。

### 7収録
- 真ク9&新ク4「異次元通信機」岩井孝訳
- グ黙1「奏音領域」尾之上浩司訳

## 8：暗黒星の陥穽
『暗黒星の陥穽』（あんこくせいのかんせい、原題：英: The Mine on Yuggoth）。1964年に単行本『湖畔の住人』で発表された。
ユゴス星の菌類生物をアレンジしており、HPLとは容姿が異なる。

### 8あらすじ
ユゴス星の甲殻生物のテクノロジーは、不死を実現した。その方法とは、ユゴスにで採掘される<トゥク＝ル>金属で特製の容器を作り、35年ごとに脳を別の身体に移し替え続けるということである。また甲殻生物は、地球の金属を採掘するために、ユゴス星と地球上を門（ワープ装置）で繋いで地球でも活動している。これらの事実は、禁断の文献に記録される。
1920年ごろ、ブリチェスター大学で黒魔術カルトが摘発される。団体は解体され、多くのメンバーが懲りてやめるが、エドワード・テイラーは逆にのめり込む。禁断の文献を読んだテイラーは、不死の秘法に魅せられ、<トゥク＝ル>金属を入手したいと考えるようになる。そのために、ユゴスの甲殻生物が地球上に建造した門を突き止め、その門を逆に辿ろうと計画する。
必要な情報が「グラーキの黙示録」に書かれているが、黙示録はカルトが潰れたことでテイラーには手が届かなくなっていた。しかし、ダニエル・ノートンが黙示録を所持しているという話を聞き、テイラーはノートンに会いに行く。ノートンはもう怪異には関わりたくないと言い、貴重な文献である黙示録をあっさりと手放す。テイラーは、門は「悪魔の階（きざはし）」であることと、甲殻生物すら恐れて近づかない怪物がいることと、防御呪文に用いる「アザトートの異名」を知る。
テイラーは岩山「悪魔の階」を登攀し、頂上に建つ塔の中へと入り、門を通ってユゴス星の夜の都市へと出る。だが、住人の気配が全く無かった。いざとなればアザトートの名で退散させられるはずだと思い、テイラーは歩を進める。しかし採掘坑で緑に発光する怪物を目にしたテイラーは、あまりの恐怖に一目散に逃げ出す。塔に戻り、門を通って空間を超え、岩山を駆け下り、文献を破棄する。
錯乱して保護されたテイラーは「あれがユゴスから門を越えて地上に降りてくる」などと意味不明のたわごとを主張し、精神療養所送りとされる。またレントゲン検査により、肺が人間とは似ても似つかない物に変質していることが判明したが、にもかかわらず生きている。医師たちは、無用な混乱を起こす必要はないだろうと判断し、公表を伏せる。

### 8登場人物・用語など
人物
- エドワード・テイラー - オカルティスト。1924年に24歳。不死を求め、<トゥク＝ル>金属を入手したいと考える。
- マイケル・ハインズ - カルトの元メンバー。テイラーにノートンを紹介する。
- ダニエル・ノートン - ゴーツウッドの外れに住む農夫。耳が遠く、頭の回転も鈍い。「グラーキの黙示録」の完全版を所有する。

生物
- 甲殻蜥蜴 - ユゴスや地球で、その惑星でしか入手できない金属を採掘している。怪物を恐れて、炭鉱の周囲から逃げ去っていた。必要以上に近づく人間は宇宙空間に放り出したり[注 8]、怪物への生贄とする。
- 怪物 - 「地に穿たれし採掘坑に棲めるユゴスの裔」。ユゴスの甲殻生物すら恐れて近づかない。緑の光芒を発しつつ脈動し蠢く。
- アザトート - 異名があり、聞くだけでユゴスの甲殻生物は恐れて退散するという。

文献
- ネクロノミコン - テイラーの蔵書の一つ。大英博物館が所蔵する本[注 9]の一部複写。甲殻蜥蜴たちがユゴスと地球上を空間で繋いでいるらしいことが記されている。アザトートの異名が記されているが、記述が不完全。
- グラーキの黙示録 - 大学のカルトが所持していたが、カルトが解体されたことで行方不明となる。しかしノートンが完全版を所持しており、テイラーの手に渡る。ユゴスの採掘場付近には甲殻蜥蜴すら恐れる化物がいることや、アザトートの異名が記されている。
- ヨハネス・ヘンリカス・ポットの無名の書 - テイラーの蔵書の一つ。あまりのおぞましさに、イエナの出版社に上梓を拒否されたという曰くがある。不死の秘法が書かれている。

用語
- 「悪魔の階（きざはし）」 - ブリチェスター近郊に聳える、高さ200フィート以上の岩山で、急斜面がまるで天に向かう階段のように見える。悪魔が空から降りてきたという伝説があることから、そう呼ばれている。頂上には塔が建つ。
- バリヤー（隔界面） - 「悪魔の階」頂上の塔内に設置されている転送装置。境界面を通過する際に、身体の内部を作り変える。これにより、環境が異なるユゴスと地球で、甲殻生物が活動できるようになっている。逆に地球人であるテイラーがユゴスに行くことも可能。

### 8その他
アザトートの異名について、「ネクロノミコン」にはNで始まると書かれ、「グラーキの黙示録」には完全な名が明記されている。この名は「トンドの悪魔」「ヰ・ゴロゥナクの僕」「ユゴスの常闇に棲めるもの」などを退散させる呪文として作用するという。
また作中には<ざあだ　ふぐら・そーろん>（新クの表記）という謎の言葉が登場し、これを受けてTRPGでは「ザーダ＝ホーグラ」がアザトートの二枚貝の姿の化身体ということになっている。
ユゴスと地上を繋ぐワープ装置（バリヤー）は、『湖畔の住人』でも言及される「タグ＝クラターの逆角度」というものであるらしい。新クでは「タフ＝クレイトゥールの天使」と表記されているが、これはangle（角度）をangel（天使）に取り違えている。『湖畔の住人』では、邪神グラーキが地球にやって来た方法として隕石が挙げられているが、異説として「タグ＝クラターの逆角度」を用いた、つまりユゴスから空間移動してやって来た可能性が挙げられている。

### 8収録
- 真ク3&新ク4「暗黒星の陥穽」岩井孝訳
- グ黙1「ユゴスの坑」森瀬繚訳

## 9：ムーン・レンズ
『ムーン・レンズ』（原題：英: The Moon-Lens）。1964年に単行本『湖畔の住人』で発表された。
初邦訳は2013年で、文庫の冒頭に上げられ、翻訳者の尾之上浩司は「キャンベルお得意の、異世界へと踏み込んでしまった人間の恐怖をえがいた本邦初訳の力作」と解説している。
旧支配者シュブ＝ニグラスの信仰を題材とし、またシュブ＝ニグラスの外見を初めて描写した作品である。ゴーツウッドの話であり、Goatswood＝山羊/木という地名そのものが森林の黒山羊シュブ＝ニグラスを暗示し、作中でも地名の由来と語られている。旧神のシンボルによる魔除け効果の設定も登場する。
医師のもとに、安楽死したいという青年が現れ、自分の体験した恐怖を語るという形式をとっている。

### 9あらすじ
旧支配者シュブ＝ニグラスは旧神の星型の結界に封印され、月がその肉体を戒めから解き放つ夜にしか姿を現せなくなる。サバトの夜に具現化する彼を、ブリテン島に侵攻してきたローマ人達が知り、塔や地下洞窟を建造する。やがてその土地はゴーツウッドと呼ばれるようになる。
1961年4月1日、ロイ・リーキイは本を探しに列車でエグザムの町に向かうも、線路トラブルによってゴーツウッドの町に一晩足止めをくらうことになる。リーキイは、広場にある鉄塔の先端に複数枚の鏡と大きな凸レンズが備わっているのを見て、疑問を抱く。
ホテルの部屋に入ると、写真立てに奇怪な怪物の写真が納められており、支配人に質問するが覚えがないと言われる。何か、自分が町の住人達に注目されているような気配に勘付いたそのとき、突然部屋のドアが閉まり、鍵をかけられ、閉じ込められる。いったい誰が何の目的なのか、リーキイが考えをめぐらせているうちに、ドアの向こうにいる何者かは、山羊について長々と述べ、最後に「今夜お前はもっと詳しいことを知ることになる」と脅してくる。窓の下には住人達が集ってわけのわからないことを喋っている。リーキイは疲労感に襲われて眠り、目が覚めると月が上っていた。
リーキイが窓から広場を見下ろすと、住人達は丘を見つめている。リーキイは、異常者達の生贄に自分が選ばれてしまったことを察する。鉄塔を見ると、ホテルの支配人がローブ姿で呪文をつぶやいている。彼は縄を伸ばして塔先端の鏡とレンズを調整し、月光を収束させて丘を照らす。すると丘の中腹が裂け、通路が現れ、中からは先ほどの写真に映っていた怪物が出現し、ホテルに近づいてくる。リーキイは窓から飛び降りて逃げようとするが、落下中に怪物の触手で捕らわれ、身体に取り込まれてしまう。怪物は丘の通路へと戻り、地下道を進んだ所でリーキイを吐き出す。
信者達の包囲の中、怪物はリーキイに再び近づくが、リーキイはとっさに司祭を殴りつけ、階段へと駆け寄る。異次元の物理法則が作用し、リーキイはすぐさま階段にたどり着き、信者達を異様な角度の壁が阻む。階段を駆け上がるリーキイの後ろから、粘つく音を立てながら怪物が追ってくるが、星型の結界が怪物を阻む。リーキイは脱出に成功するが、自分の身体が邪神の影響を受けて変貌していたことを知り絶望する。
4月2日の深夜、リーキイはレインコートで全身を隠してリンウッド医師のもとを訪れ、安楽死を懇願する。断る医師に、リーキイはゴーツウッドでの体験を話す。医師は、ならば身体を見せるよう言い出し、リーキイは逡巡しつつも応じる。
リンウッド医師の悲鳴を聞き、病院職員が現場に来たとき、医師は両手で目を覆ったまま倒れていた。そのときリンウッド医師は「幻覚に悩まされていた患者」の問診を行っていたことがレコーダーに記録されているが、患者の行方はわからない。病院の医師たちは、疲れていたリンウッド医師が患者の幻覚に感化されてしまったのだろうと結論付ける。だがホイテッガー医師だけは、リンウッド医師の幻覚は事実が基になっていると確信する。第一発見者である彼は、ビルから逃げ去る何者かを目撃しており、顔は見えなかったが「絶対に人間のものではない手」をしていたと語る。

### 9登場人物
- ジェイムズ・リンウッド医師 - ブリチェスターのマーシーヒル病院の医師。安楽死について持論を提唱する。
- ロイ・リーキイ - 主人公。ゴーツウッドの町で恐怖を体験した後、病院で安楽死を懇願する。
- ゴーツウッド駅長 - 山羊じみた容貌の男。だぶだぶで不格好な制服を着ている。
- ゴーツウッドの住人たち - 全員がだぶだぶの服を着ている。
- ホテルの支配人/シュブ＝ニグラスの司祭 - サバトを起こし、リーキイを山羊への生贄に奉げる。
- ホイテッガー医師 - リンウッド医師の同僚。病院の事件の第一発見者・目撃者。

### 9用語
ムーン・レンズ
仮称。塔に設置された装置であり、月光を集めることでシュブ＝ニグラスを召喚する。
シュブ＝ニグラス
ゴーツウッドの町にて、サバトの月夜に具現化する旧支配者。実体化しており写真にも映る。下記のような特徴をもつ。
- 基本的には「彼」「山羊」「マグナ・マター（太母）」と呼ばれ、ほかにも「彼女」「雄羊と千匹の雌羊」などとも呼ばれる。
- 頭部は白いクラゲ状で大きく丸く、ヌルヌルとした灰色（または黄色）の目玉が複数あり、中央には牙が並ぶ大きな嘴状の口を備える。髭状の器官を手のように伸ばす。
- 胴体部は白い柱状をしている。手はない。複数の脚で立つ。脚は幾つもの関節があり、先端に3つの爪をもつ。
- 獲物を捕まえて、アメーバ状の体内に一時的に収納する。囚われた者は、身体が変質してしまう。

クラーク・アシュトン・スミスの『アゼダラクの聖性』には「千の雌羊を随えし雄羊」という一節がある。ダーレスはこのフレーズをシュブ＝ニグラスと結び付けており、本作に影響を与えた。

### 9収録
- 扶桑1「ムーン・レンズ」尾之上浩司訳
- グ黙1「ムーン＝レンズ」尾之上浩司訳

### 9関連項目
- パンの大神 - イギリスの作家アーサー・マッケンの小説。作中で比喩に用いられる。

## 10：呪われた石碑
『呪われた石碑』（のろわれたせきひ、原題：英: The Stone on the Island）。1964年にアーカムハウスからアンソロジー『Over the Edge』に収録されて発表された。
翻訳者の尾之上浩司は、邪神が登場する大規模な物語ではない、奇妙な怪談タイプの話と解説した。

### 10あらすじ
ローマ時代以前から、セヴァーンフォードはずれの小島にある石碑には、正体不明の神が祀られていた。17世紀に黒魔術崇拝がやって来て、水の精霊を祭る宗教と出会う。これらのことに石碑は無関係だという。1790年ごろには黒魔術信仰が衰退したが、信者はその後も小島を訪れ続けていた。
そして1803年以降、石碑に近づいた者たちに、怪死や発狂が相次ぐ。「浮遊する青白い球体」の目撃情報も寄せられる。1890年には、調べに来た役人が石碑をロンドンに持ち帰るも、彼は血まみれで見つかり、石碑はいつの間にか島に戻っていた。20世紀になってからも犠牲者は出続け、今では誰もが呪いを恐れて石碑には近づかない。
1962年、スタンリー・ナッシュ医師が毒を飲んで自殺する。息子マイケルに宛てた遺書には「何かに執拗に付け狙われており、逃げるために自ら命を絶つ」「きっかけはセヴァーンフォードはずれの小島」「深入りするな」と記されていた。マイケルは、父の書類を調べて、研究を引き継ぐ。どうやら父は、石碑に近づきすぎたことが原因で、精神的に追い詰められたらしい。
翌日、マイケルは父の護符（五芒星型の石）を携え、小島に赴いて石碑に触れてみる。瞬間、ぞっとするような寒気が走り、マイケルは逃げ帰る。
マイケルは職場に復帰するも、「浮遊する青白い顔」の幻覚につきまとわれるようになる。目撃するたびに、化物の顔は1つずつ増えていき、また精神的に不安定になったことで対人トラブルを起こすようになる。あるとき、マイケルが職場の倉庫で一人でいると、再びバケモノがこちらを見ていたために、我を忘れたマイケルは全力で蹴りかかる。気づいたときには、蹴りで顔を潰された後輩の男の死体が転がっていた。自分が人殺しになったことを理解したマイケルは、逃げ出し、バスに飛び乗る。マイケルの乗ったバスを、「4つの顔」が浮遊しながらついていく。
終点のセヴァーンフォードで降りて、混乱しながらさまよっているうちに日が沈む。夜の岸に出たところ、川から5つの顔が上がってきて、マイケルの顔にねばつくフィルムのような物体を貼り付ける。
生きたまま顔の皮膚を完全に剥がされた男が、警察に保護される。じきに身元が「手配中の殺人犯」マイケル・ナッシュと判明するも、完全に正気を失っている。刑事たちにとっても前例のない怪事件であり、ギャングかサディストの犯行と目されるが、犯人は見つかっていない。こうして呪われた石碑にまつわる事件が一つ増えた。

### 10主な登場人物
- スタンリー・ナッシュ博士 - 医師。オカルトを趣味とし、五芒星形の石を護符として持っていた[注 11]。突然自殺する。
- マイケル・ナッシュ - 主人公。ナッシュ医師の息子。会社勤め。
- グロリア - マイケルの同僚。
- 職場の新入り - 錯乱したマイケルに、怪物と誤解されて殺される。
- 怪物 - 浮遊する、青白い顔。目撃するたびに顔の数が増える。つきまとうだけかと思われたが、危害を加えてきた。

### 10収録
- 扶桑2「呪われた石碑」尾之上浩司訳
- グ黙2「島にある石」尾之上浩司訳

### 10関連作品
- 魔女の帰還 - キャンベルの神話作品。スタンリー・ナッシュが登場する。邦訳はグ黙1に収録。

## 11：コールド・プリント
コールド・プリント（原題：英: Cold Print）。1969年発表。初邦訳は2013年。
1964年に書かれた短編『継承者』が原型となっており、1967年に書き直して完成した。1969年にアーカムハウスの単行本『クトゥルー神話作品集』に収録され発表された。後に1985年の短編集『Cold Print』の表題作となる。
邪神イゴーロナクが登場する。変態がポルノを探していたらグラーキ12巻に遭遇するというストーリーである。執筆当時の現代ものであり、実在のエロ本タイトルと架空のエロ本タイトルに、グラーキの黙示録が入り混じる。
東雅夫はキャンベル初期短編の中でも傑出した作品と高評価している。

### 11あらすじ
ある雪の日。ブリチェスターにて。ストラットは浮浪者に案内された古書店で掘出物を手に入れる。
翌日、ストラットは再び書店を訪れる。すると店主はボロボロの帳面を取り出して見せ、これは「グラーキの黙示録」の12巻であると言い、ページをめくって奇怪な説明を始める。店主の口調は常軌を逸したものになっていき、あまりの電波っぷりにドン引きしたストラットは場を離れようとするが、逃げられない。ストラットはマッチを取り、黙示録を燃やすぞと脅迫し、あっさりと燃え尽きた。
店主の肉体が膨張し、掌についた口がストラットの顔面に迫り、終幕する。

### 11登場人物・用語
サム・ストラット
教師。サディストの性倒錯者。反抗する子供に体罰を与えるのが好き。エログロ小説を愛好する。
浮浪者
不潔な男。官能小説にかなり詳しい。店では挙動不審な素振りを見せる。
書店主
皺だらけで肥満体の男。アルティメット・プレス社の刊行物を扱っている。言動は支離滅裂で意味不明。
イゴーロナク
邪神。地の底の、煉瓦の壁の奥にいるという。無頭肥満体全裸の人の姿をしており、両掌には口がついている。グラーキの黙示録12巻と、ネクロノミコンに記載がある。
名を呼んだり、書かれたものを読んだとき、姿を現す。そのため、邪な書物を好む人間を探すという手口で罠を張る。目を付けた者には、邪神復活後の世界での栄光をちらつかせて、信徒になることを迫る。拒否した者は喰い殺して成り代わる。
名前の初出は1964年作品『ユゴスの坑（暗黒星の陥穽）』または『継承者』。
「グラーキの黙示録」12巻
邪神グラーキの信徒が記した11巻までしか存在しないはずの書物の、12巻。外見はただの古い帳面。
ある男が、夢で啓示を受け取り、マーシー・ヒルの丘で書き上げた。その後いかなる経緯を経てか、古書店に持ち込まれる。

### 11収録
- トライデント・ハウス『ナイトランド 創刊号』（2013）野村芳夫訳
- グ黙2「コールド・プリント」森瀬繚訳

### 11関連作品
- 湖の住人（湖畔の住人） - グラーキの黙示録の初出。
- ユゴスの坑（暗黒星の陥穽） - ネクロノミコンにイゴーロナクの記述がある。
- ク・リトル・リトル 〜魔女の使役る、蟲神の触手〜 - アダルトゲーム。イゴーロナクが登場。

## 12：パイン・デューンズの顔
『パイン・デューンズの顔』（パイン・デューンズのかお、原題：英: The Faces at Pine Dunes）。
1980年にキャンベルが編纂したアンソロジー『New Tales of the Cthulhu Myths』にて発表された。本単行本をまるごと邦訳したものが、1983年の真ク6である。
この作品に登場する怪物は「旧支配者の養い子」the fosterlings of the GreatOld Ones、「オールド・ワンの養い子」Fosterlings of the Old Onesと説明されている。

### 12あらすじ
マイケルは物心ついたころからずっと、両親と共にトレーラーハウスで放浪生活をしていた。英国北西部ランカシャーのパイン・デューンズの土地に来てから、両親の夜歩きが激しくなる。父はこの地に定住の意思を固めたようだが、母はよその土地に生きたがり、意見が分かれる。母は熱心に父を説得するが、父は聞き入れない。
マイケルは村のクラブにバーテンとして就職し、LSDトリップ常習者のジェーンという娘と仲を深める。やがてマイケルは、自分たちがこれまで遍歴した土地が全て魔女団の拠点として有名な場所であったことを知り、困惑する。またマイケルの夢には巨大な顔が現れ、記憶を刺激される。両親にジェーンを紹介した直後、マイケルはある風車を見たことで、自分がパイン・デューンズの生まれであることを思い出す。
マイケルは、両親は妖術使いなのかとの疑惑を深めていく。調べ物をするために図書館に行く。さらに両親の秘密のノートを見つけるが、幾人もの人の手で書き継がれたものであり、母の筆跡の箇所さえも意味がわからない。「至福千年の懐胎」「旧支配者の養い子」「代々の再生をくり返すたびに霊魂の化身に近づく」「あらゆる次元に心を開くとき、霊魂の化身が現れ、その化身の上ですべての心がひとつになる」わけがわからない。
母はマイケルに、可能ならばジェーンを連れて、パイン・デューンズを離れるよう言う。翌日、車が盗まれて近所で焼き捨てられていたが、マイケルは父がマイケルたちを逃がさないためにやったのであろうことを確信する。さらに父は母に薬を盛っていると察する。
マイケルはジェーンと共に、マイケルの父と話し合うために向かう。しかし道中、森へと分け入り、広場の穴倉に蠢く不気味な巨大発光体を目撃する。マイケルは、それが先祖の姿に近づいた両親なのだと理解する。マイケルへと世代交代を果たした両親は、祖たる旧支配者に吸収されて消える。
気を失ったジェーンに、マイケルはLSDで幻覚を見たのだと説明して丸め込む。父の残した手紙には、両親が姿を消した理由が記されていたが、マイケルはそれが世間への嘘の説明にすぎないことを知っている。祖父母も両親も、パイン・デューンズで姿を消した。彼らの血を引く自分も、将来ジェーンと共に、この地へと戻って来るだろう。

### 12主な登場人物・用語
- マイケル - 主人公。パイン・デューンズでクラブのバーテンに就職した。20歳。
- 父 - ここ数年でめっきり肥満が進行している。
- 母 - 小柄。パイン・デューンズに怯えて外に行きたいと言う。
- ジェーン - 村のバーの常連客。マイケルのガールフレンド。LSDを常用している。
- バーテン - 村のバーの店員。マイケルの職場の先輩。
- 「旧支配者」 - はるかな太古から封印状態にあり、力を蓄え復活すべく、古代人の胎内に化身体を宿らせた。マイケルの夢に「顔」として現れる。

### 12収録
- 真ク6&新ク7、高橋三恵訳
- グ黙2「パイン・デューンズの顔」森瀬繚訳